# 欧特维尔莱第戎
欧特维尔莱第戎（法語：Hauteville-lès-Dijon，法語發音：[otvil lɛ diʒɔ̃]，意为“第戎附近的欧特维尔”）是法国科多尔省的一个市镇，位于第戎市区西北方向，属于第戎区和第戎都市圈。

## 地理
欧特维尔莱第戎（47°21'57"N, 4°59'41"E）面积9.01 平方千米，位于法国勃艮第-弗朗什-孔泰大區科多尔省，该省份为法国中东部省份，北起奥布省，西接涅夫勒省和约讷省，南至索恩-卢瓦尔省，东南接汝拉省，东临上索恩省，东北部与上马恩省接壤。
与欧特维尔莱第戎接壤的市镇（或旧市镇、城区）包括：阿于、代镇、达鲁瓦、埃托勒、梅西尼和旺图。

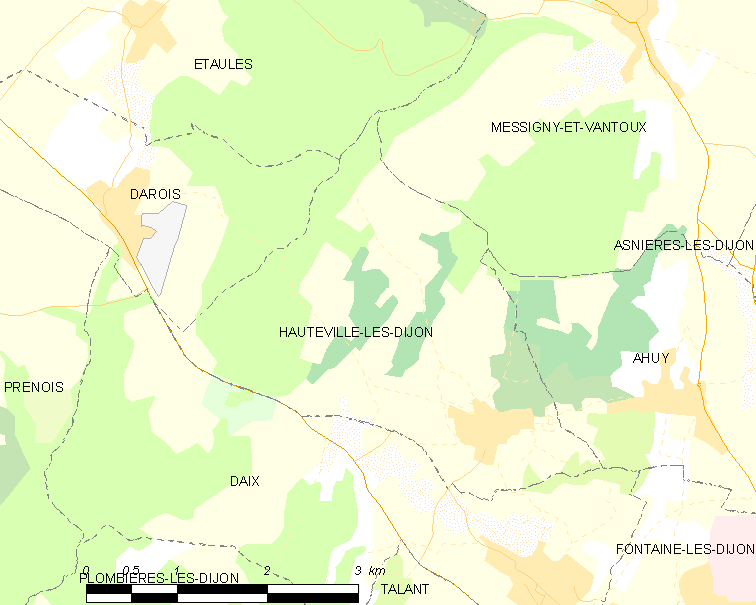
欧特维尔莱第戎的OSM定位图

欧特维尔莱第戎的时区为UTC+01:00、UTC+02:00（夏令时）。

## 行政
欧特维尔莱第戎的邮政编码为21121，INSEE市镇编码为21315。

## 政治
欧特维尔莱第戎所属的省级选区为方丹莱第戎县。

## 人口

1962-2008年间欧特维尔莱第戎人口变化图示

欧特维尔莱第戎于2022年1月1日时的人口数量为1206人。